# Партизанська війна в балтійських країнах
Партизанська війна в балтійських країнах або Рух опору Лісових братів — збройна боротьба мешканців країн Балтії проти радянської влади з 1940-х до середини 1950-х років.
Збройне повстання проти СРСР почалося після повторної радянської окупації країн Балтії у 1944 році. За деякими оцінками в партизанському русі були задіяні близько 10,000 партизан в Естонії, 10,000 партизан в Латвії, 30,000 партизан в Литві та набагато більше цивільних підпільників та співчуваючих. Ця війна продовжувалася як організований збройний спротив до 1956 року, коли кількісна перевага радянських військ змусила місцеве населення прийняти інші форми опору. Партизанський рух у післявоєнний час в країнах Балтії за розмахом може бути порівняний з діяльністю В'єтконгу у Південному В'єтнамі.